# NGC 2212
إن جي سي 2212 التي يرمز لها بالرمز NGC 2212، هي مجرة، في كوكبة الكلب الأكبر.

## الاكتشاف
اكتشفت في 11 ديسمبر 1885، بواسطة Francis Preserved Leavenworth.